# Mad Love in New York
Pour plus de détails, voir Fiche technique et Distribution.
Mad Love in New York (Heaven Knows What) est un film dramatique américano-français réalisé par les frères Safdie (Ben et Josh)
Le film a été présenté à la Mostra de Venise 2014.

## Synopsis
Harley, une fille sans toit ni loi, vit à New York et aime Ilya. C'est lui qui donne un sens à sa vie et qui embrase son cœur. Ainsi, lorsqu'il lui demande de prouver son amour en tranchant ses veines, elle s'exécute sans grande hésitation, peut-être à cause de son autre passion dévastatrice : l'héroïne.

## Fiche technique
- Titre : Mad Love in New York
- Réalisation : Joshua et Ben Safdie
- Scénario : Josh Safdie et Ronald Bronstein
- Photographie : Sean Price Williams
- Musique : Paul Grimstad, Ariel Pink
- Pays d’origine :  États-Unis -  France
- Genre : Drame
- Dates de sortie :
  -  États-Unis : 2 octobre 2014
  -  France : 3 février 2016

## Distribution
- Arielle Holmes : Harley
- Caleb Landry Jones : Ilya
- Buddy Duress : Mike

## Sélections
- 2014 : Mostra de Venise 2014 - Orizzonti